# Black Radio 2
| Оценки критиков | Оценки критиков |
| Источник        | Оценка          |
| --------------- | --------------- |

Black Radio 2 — шестой студийный альбом американского джазового пианиста и R&B продюсера Роберта Гласпера (второй по счету альбом с группой Robert Glasper Experiment), выпущенный 29 октября 2013 года лейблом Blue Note Records. Это продолжение предыдущего альбома Black Radio 2012 года, который получил премию Грэмми за лучший R&B альбом. В 2015 году Black Radio 2 также получил премию Грэмми за лучшее традиционное R&B исполнение композиции «Jesus Children of America» при участии Лалы Хэтэуэй и Уорнера Малкольма-Джамаля.

## Трек-лист
Standard Edition
| №   | Название                                                                                | Авторы                                                             | Продюсеры                     | Длина |
| --- | --------------------------------------------------------------------------------------- | ------------------------------------------------------------------ | ----------------------------- | ----- |
| 1.  | «Baby Tonight (Black Radio 2 Theme) / Mic Check 2»                                      | Роберт Гласпер, Кейси Бенджамин, Марк Коленбург, Деррик Ходж       | Роберт Гласпер                | 4:23  |
| 2.  | «I Stand Alone» (совместно с Common и Патриком Стампом)                                 | Роберт Гласпер, Кейси Бенджамин, Лонни Линн, Патрик Стамп          | Роберт Гласпер                | 4:54  |
| 3.  | «What Are We Doing» (совместно с Брэнди)                                                | Роберт Гласпер, Клод Келли, Брэнди Норвуд                          | Роберт Гласпер                | 3:34  |
| 4.  | «Calls» (совместно с Джилл Скотт)                                                       | Роберт Гласпер, Джилл Скотт                                        | Роберт Гласпер                | 5:42  |
| 5.  | «Worries» (совместно с Dwele)                                                           | Роберт Гласпер, Марк Коленбург, Пи Джей Мортон                     | Роберт Гласпер                | 3:37  |
| 6.  | «Trust» (совместно с Маршой Амброзиус)                                                  | Роберт Гласпер, Марша Амброзиус                                    | Роберт Гласпер                | 7:30  |
| 7.  | «Yet To Find» (совместно с Энтони Гамильтоном)                                          | Роберт Гласпер, Андреа Мартин                                      | Роберт Гласпер                | 4:40  |
| 8.  | «You Own Me» (совместно с Фейт Эванс)                                                   | Роберт Гласпер, Мухаммед Айерс, Артия Локетт                       | Роберт Гласпер                | 4:25  |
| 9.  | «Let It Ride» (совместно с Норой Джонс)                                                 | Роберт Гласпер, Мухсина Абдул-Карим                                | Роберт Гласпер, Эли Вольф     | 7:08  |
| 10. | «Persevere» (совместно со Snoop Dogg, Лупе Фиаско и Люком Джеймсом)                     | Роберт Гласпер, Ану Сан, Кальвин Бродус Мл., Васалу Жако, Люк Бойд | Роберт Гласпер, Террас Мартин | 4:35  |
| 11. | «Somebody Else» (совместно с Эмели Санде)                                               | Роберт Гласпер, Адель Гурагин                                      | Роберт Гласпер                | 3:43  |
| 12. | «Jesus Children of America» (совместно с Лалой Хэтэуэй и Малькольмом-Джамалом Уорнером) | Стиви Уандер                                                       | Роберт Гласпер                | 5:29  |

Deluxe Edition
| №   | Название                                                        | Авторы                                         | Продюсеры      | Длина |
| --- | --------------------------------------------------------------- | ---------------------------------------------- | -------------- | ----- |
| 13. | «Big Girl Body» (совместно с Эриком Роберсоном)                 | Роберт Гласпер, Марк Коленбург, Эрик Роберсон  | Роберт Гласпер | 5:05  |
| 14. | «You're My Everything» (совместно с Билалом и Джазмин Салливан) | Роберт Гласпер, Мухаммед Айерс                 | Роберт Гласпер | 4:19  |
| 15. | «I Don't Even Care» (совместно с Мэйси Грэй и Джин Грэй)        | Роберт Гласпер, Натали Макинтайр, Циди Ибрагим | Роберт Гласпер | 3:31  |
| 16. | «Lovely Day»                                                    | Билл Уизерс                                    | Роберт Гласпер | 5:07  |

Japanese Deluxe Edition
| №   | Название                                        | Авторы                          | Продюсеры      | Длина |
| --- | ----------------------------------------------- | ------------------------------- | -------------- | ----- |
| 17. | «Trust» (совместно с Маршой Амброзиус и Common) | Роберт Гласпер, Марша Амброзиус | Роберт Гласпер | 6:01  |

## Участники
Музыканты
- Robert Glasper Experiment - основные артисты
  - Роберт Гласпер – основной артист, продюсер, Rhodes, фортепиано, синтезатор
  - Кейси Бенджамин - саксофон, синтезатор, вокодер
  - Деррик Ходж - бас-гитара
  - Марк Коленбург - ударные, перкуссия
- Марша Амброзиус - приглашенный артист
- Бренди Норвуд - приглашенный артист
- Common - приглашенный артист
- Лупе Фиаско - приглашенный артист
- Люк Джеймс - приглашенный артист
- Эмели Санде - приглашенный артист
- Джилл Скотт - приглашенный артист
- Snoop Dogg - приглашенный артист
- Патрик Стамп - приглашенный артист
- Dwele - приглашенный артист, вокальный инженер
- Фейт Эванс - приглашенный артист
- Энтони Гамильтон - приглашенный артист
- Лала Хэтэуэй - приглашенный артист
- Нора Джонс - приглашенный артист
- Малкольм-Джамал Уорнер - приглашенный артист
- Эрик Роберсон - приглашенный артист
- Джазмин Салливан - приглашенный артист
- Билал - приглашенный артист
- Мэйси Грей - приглашенный артист
- Джин Грей - приглашенный артист
- Джахи Сандэнс - приглашенный артист, DJ
- Уэйн Брэди - приглашенный артист, вокал
- Майкл Эрик Дайсон - приглашенный артист, вокал
- Джон Принц Ки - приглашенный артист, вокал

Персонал
- Эли Вольф - A&R, исполнительный продюсер, продюсер
- Стив Кук - A&R
- Маркус Джонсон - ассистент
- Джейси Паган - креативный директор, дизайн
- Кейт Льюис - инженер
- Николь Хегеман - исполнительный продюсер
- Крис Асенс - мастеринг
- Qmillion - сведение
- Джанетт Бекман - фотография
- Дон К. Ханна - Фотография
- Террас Мартин - продюсер, вокальный инженер
- Грег Мэджерс - вокальный инженер
- Джош Моссер - вокальный инженер
- Эни Сан - вокальный инженер
- Энди Тауб - вокальный инженер
- Ларри Уитт - вокальный инженер

## Чарты
| Чарт (2013 год)                       | Пиковаяпозиция |
| ------------------------------------- | -------------- |
| Французские альбомы (SNEP)            | 186            |
| Японские альбомы (Oricon)             | 22             |
| Южнокорейские альбомы (GAON)          | 87             |
| UK Albums Chart (OCC)                 | 86             |
| US Billboard 200                      | 16             |
| US Top R&B/Hip-Hop Albums (Billboard) | 3              |
| US Top Jazz Albums (Billboard)        | 1              |